# Aeroportul Municipal Troy
Aeroportul Municipal Troy (IATA: TOI, ICAO: KTOI, FAA LID: TOI) este un aeroport din Alabama, Statele Unite ale Americii ce deservește zona Troy. A fost numit după zona deservită.
Situat la o altitudine de 121 m, aeroportul dispune de 2 piste.

## Infrastructură

### Piste
Aeroportul dispune de 2 piste. Pista 07/25 are suprafața de asfalt și dimensiunile 6.197 picioare × 100 picioare. Pista 14/32 are suprafața de asfalt și dimensiunile 5.024 picioare × 100 picioare. 